# چاهگاه (دشتی)
چاهگاه، روستایی از توابع بخش شنبه و طسوج شهرستان دشتی استان بوشهر ایران است.

## جمعیت
این روستا در دهستان شنبه قرار دارد و بر اساس سرشماری سال ۱۳۸۵ آمار رسمی جمعیت آن (۶۴ خانوار) ۲۹۵نفر می‌باشد.